# Падение Эдо
Падение Эдо (яп. 江戸开城  Эдо Кайдзё:) состоялось в период между маем и июлем 1868 года, когда японская столица, город Эдо (современный Токио), до того времени контролируемый сёгунатом Токугава, был занят силами, желавшими восстановления прямого правления Императора Мэйдзи в войне Босин.
Сайго Такамори, ведущий победоносные имперские силы на север и на восток через всю Японию, выиграл битву при Косю-Кацунума в предместьях столицы. Он смог, в конечном итоге, окружить Эдо в мае 1868.
Кацу Кайсю, верховный уполномоченный (гункан бугё:) военного министра при сёгуне вёл переговоры и вынужден был подписать капитуляцию замка Эдо.

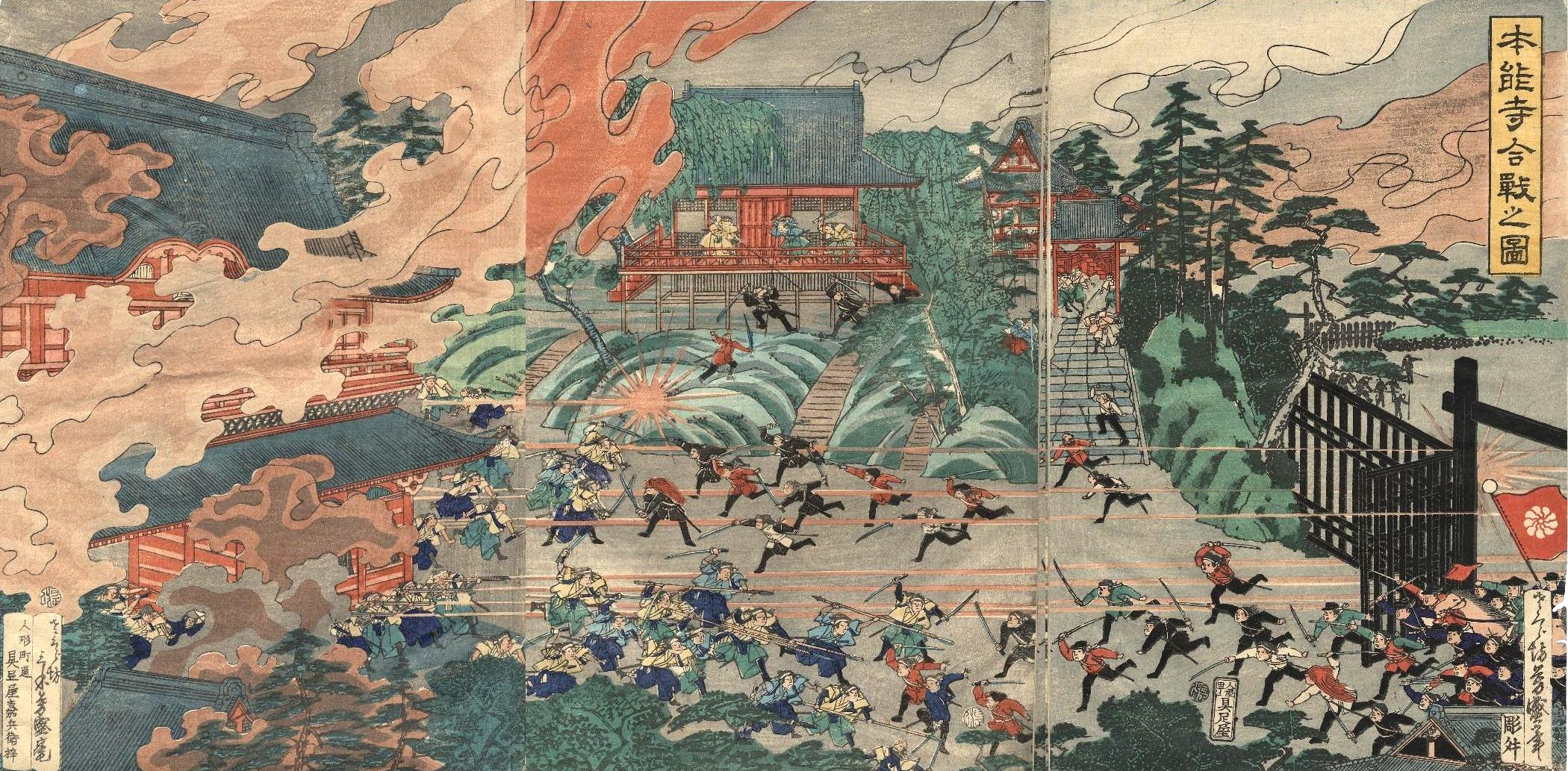
Битва при Уэно была последним сражением, приведшим к полному падению Эдо

Некоторые группы продолжали сопротивляться после формальной капитуляции, но потерпели поражение в битве при Уэно на северо-восточных окраинах Токио 4 июля 1868 года. Город полностью перешёл под контроль про-императорских сил в июле 1868 года. В это время Токугава Ёсинобу находился в добровольном заточении в храме Канъэй-дзи.

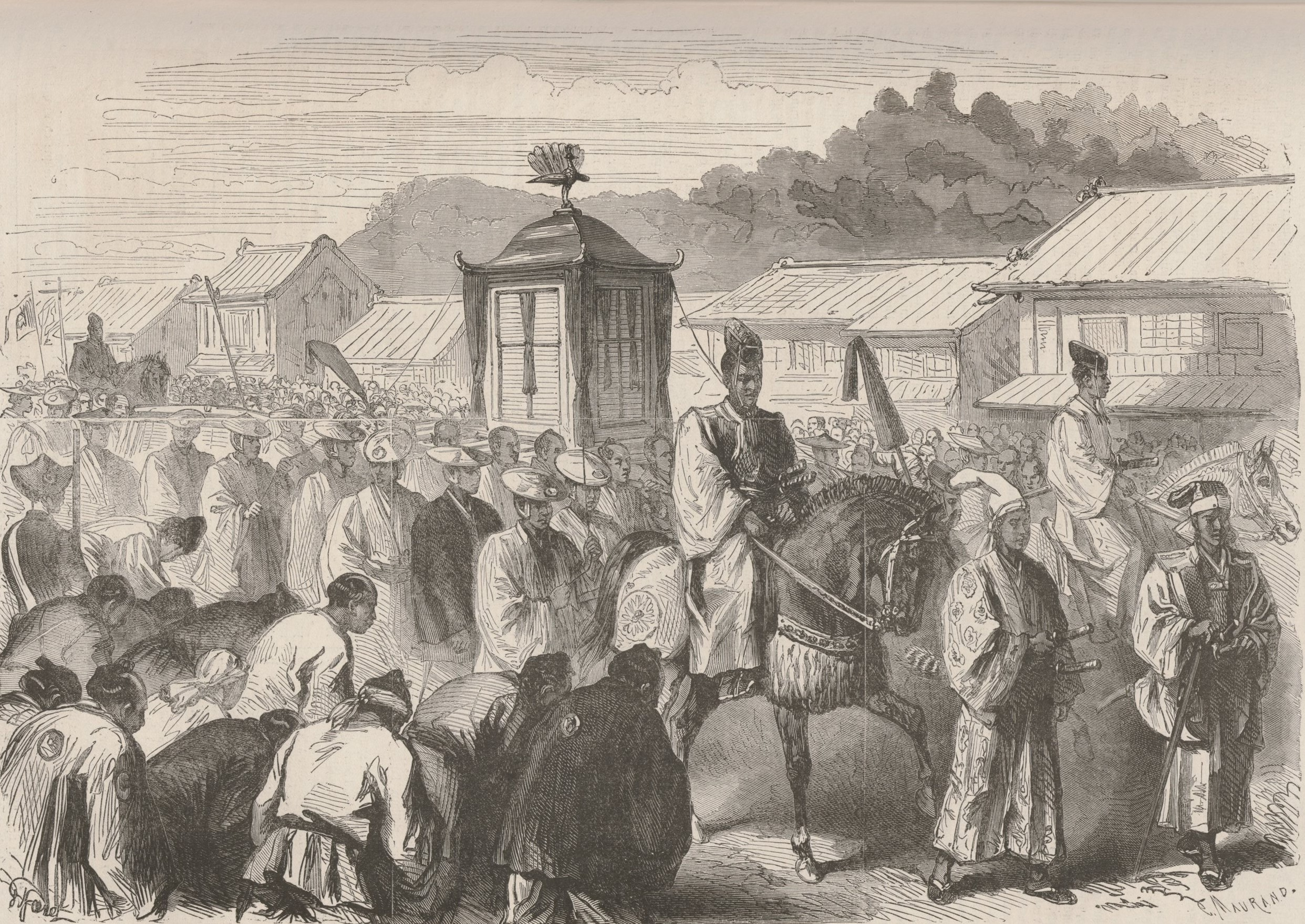
16-летний Император Мэйдзи, переезжает из Киото в Токио в конце 1868 года, после падения Эдо

3 сентября 1868 года город был переименован в Токио (букв. «Восточная столица»), после чего император Муцухито перенёс свою столицу в Токио, избрав резиденцией замок Эдо, на месте сегодняшнего императорского дворца.
Небольшой монумент в память о событиях был возведён на месте капитуляции Кацу Кайсю перед Сайго Такамори в Минато, район Сиба 5-33-1, в двух минутах от станции «Тамати».